# 昌巴斯
钱巴斯是古巴的城市，属謝戈德阿維拉省，面積769平方公里，海拔高度40米，根據2004年人口普查總數為39,868人，人口密度為每平方公里51.8人。